# Tinaquillo (comune)
Tinaquillo (fino al 2011: Falcón) è un comune del Venezuela situato nello stato del Cojedes.
Il capoluogo del comune è la città di Tinaquillo.